# Vernonia flanaganii
Vernonia flanaganii là một loài thực vật có hoa trong họ Cúc. Loài này được (E.Phillips) Hilliard miêu tả khoa học đầu tiên năm 1985.